# STS-118
La misión 'STS-118' fue una misión a la Estación Espacial Internacional que llevó a cabo el transbordador espacial Endeavour. El transbordador despegó el 8 de agosto de 2007 desde la rampa de lanzamiento 39-A en el Centro Espacial Kennedy, Florida. Esta misión entregó e instaló el segmento S5 a la EEI conjunta con la Plataforma Externa de Almacenamiento 3 (External Stowage Platform).
Esta misión marca el segundo vuelo del proyecto de la NASA, "Profesor en el Espacio" (el primero comenzaría en la misión STS-51L, la cual terminó con la tragedia del Transbordador espacial Challenger). Es actualmente el último vuelo del módulo SpaceHab y el primer vuelo del Transbordador Espacial Endeavour desde la STS-113 en noviembre del 2002, el último exitoso vuelo antes de la Tragedia del Columbia en la misión STS-107. Al finalizar la misión quedaron doce vuelos pendientes en el Programa del Transbordador Espacial antes de su término en el 2010, excluyendo 2 no confirmados ya que son vuelos de contingencia (STS-3xx).
Originalmente asignado al Columbia, el vuelo marcó la 29ª misión a la EEI y la primera visita del Endeavour a esta.

## Tripulación
- Scott J. Kelly (2), Comandante
- Charles O. Hobaugh (2), Piloto
- Tracy Caldwell (1), Especialista de misión
- Richard Mastracchio (2), Especialista de misión
- Barbara Morgan (1), Especialista de misión
- Dafydd Williams (2), Especialista de misión
- B. Alvin Drew (1), Especialista de misión

( ) El número ente paréntesis indica el número de vuelos espaciales completados anteriores a la misión STS-118 e incluyendo esta.

## Parámetros de la Misión
- Masa:
  - Orbitador al despegar: 268.574 lb (121.823 kg)
  - Orbitador al aterrizaje: 222.398 lb (100.878 kg)[1]
- Perigeo: 226 kilómetros (140 mi)[2]
- Apogeo: 226 kilómetros (140 mi)[2]
- Inclinación: 51,6º
- Período: 91,6 minutos

## La Misión

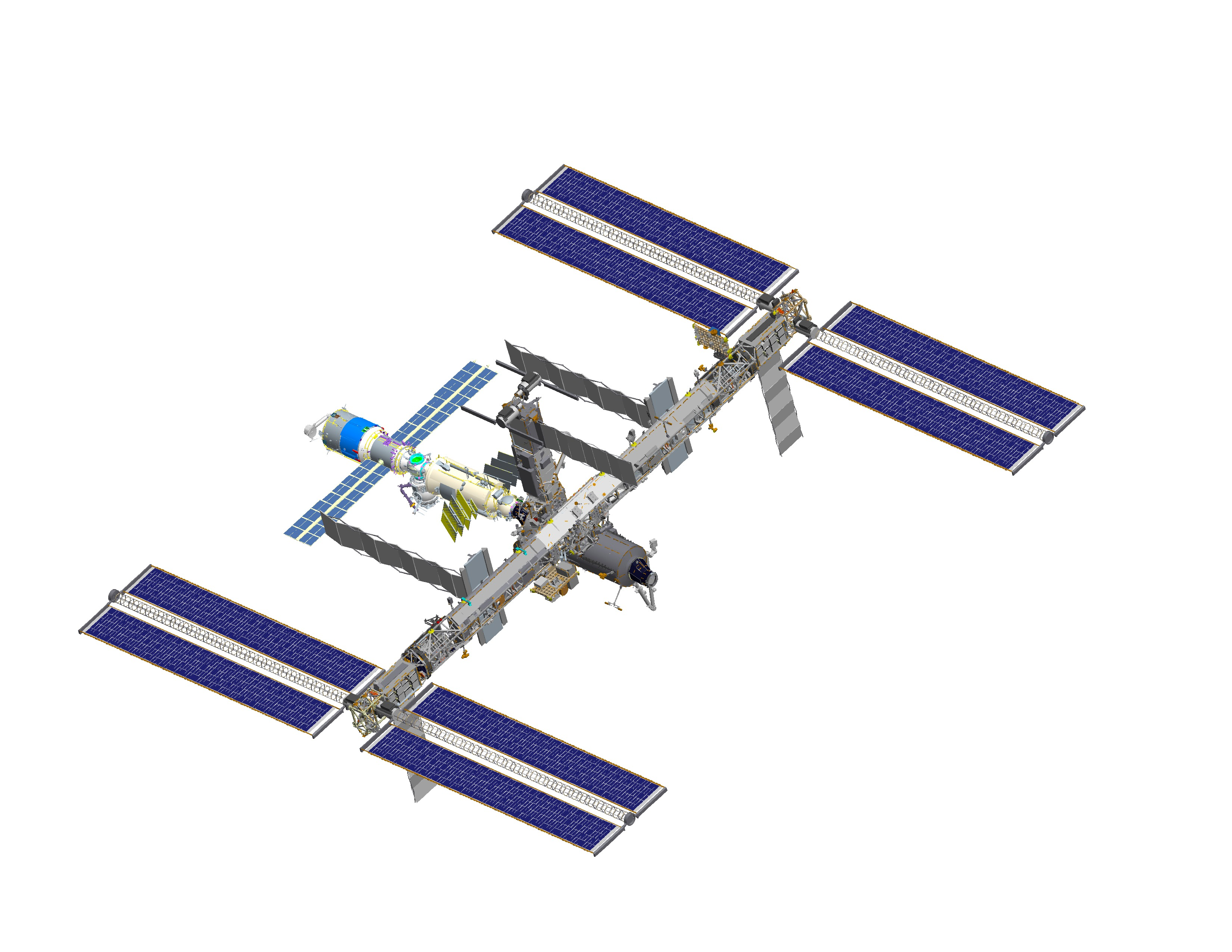
Animación generada por computadora de la EEI después del vuelo STS-118/13A.1. (agosto de 2006/NASA)

Esta misión entregó el segmento S5 a la Estación Espacial. Este vuelo también llevó a la especialista de misión Barbara Morgan, la cual fue la primera profesora en el espacio. Morgan fue entrenada para ser la backup de Christa McAuliffe, candidata a profesora en el espacio de la NASA en 1986, la cual falleció en el Transbordador espacial Challenger. Aunque McAuliffe no era especialista de misión, sí sería especialista de carga, Morgan aceptó ingresar a astronauta (como la primera Profesora en el espacio). Morgan fue la primera profesora en el espacio de la NASA, y compartirá lo que aprenda de la experiencia a sus alumnos durante y después del vuelo. 
Como resultado de la reparación del Endeavour, el STS-118 marcó el debut de un actualizado sistema de transferencia de energía, el Sistema de Transferencia de Energía Estación-Transbordador (SSPTS, por sus siglas en inglés). El SSPTS permite al Endeavour controlar el suministro de energía desde la EEI, convirtiendo hasta 9 kW de energía eléctrica desde los 120VDC de energía principal de la estación a los 28VDC utilizados en el Transbordador. El SSPTS fue instalado fuera del Adaptador de Acoplamiento Presurizado (PMA-2) durante la misión STS-116. Estas actualizaciones permitirán al transbordador estar acoplado hasta 3-4 días más en la EEI.

## Línea Temporal de la Misión
El Endeavour despegó el 8 de agosto a las 6:36 p. m. EDT, en un despegue sin problemas.
El martes, 21 de agosto de 2007 el Endeavour aterrizó sin problemas en el Centro Espacial Kennedy, tras 13 días en el espacio.
Todos los objetivos de la misión han sido cumplidos (Instalar la Plataforma de Almacenamiento Externo 3, el segmento S5 y preparar los paneles solares del segemento S6 para su posterior colocación definitiva que correrá a cargo de la misión STS-120).
Su siguiente misión será la STS-123, prevista para el 14 de febrero de 2008.

## STS-318
El STS-318 es el vuelo asignado para la operación de contingencia el cual se lanzaría si el Transbordador Espacial Atlantis se dañara en el espacio durante la misión STS-117. Esta sería una misión modificada para el STS-118, en el cual la fecha de lanzamiento se adelantaría hasta el 9 de junio. Se modificaría la tripulación a solo 4 personas. No fue necesario.